# Víctor Manuel López Forero
Víctor Manuel López Forero (Puente Nacional, 29 de marzo de 1931-Bucaramanga, 23 de septiembre de 2023) fue un arzobispo y teólogo colombiano.

## Trayectoria
Fue ordenado sacerdote el 27 de octubre de 1957 y fue incardinado al clero de la Arquidiócesis de Bogotá. El Papa Pablo VI lo nombró el 6 de mayo de 1977 obispo auxiliar de Bogotá y obispo titular de Afufenia.
El Arzobispo de Bogotá y Vicario Militar de Colombia, el cardenal Aníbal Muñoz Duque, lo ordenó obispo el 29 de junio del mismo año; Los co-consagradores fueron José Gabriel Calderón Contreras, obispo de Cartago, y Alfonso López Trujillo, arzobispo auxiliar ad personam en Bogotá.
Juan Pablo II lo nombró Obispo de Socorro y San Gil el 6 de diciembre de 1980. El 7 de junio de 1985 fue nombrado Vicario Militar de Colombia y Obispo Titular de Cilíbia. El 21 de junio de 1994 fue nombrado Arzobispo de Nueva Pamplona. El 27 de junio de 1998 fue nombrado Arzobispo de Bucaramanga. El 13 de febrero de 2009, Benedicto XVI aceptó su petición de dimitir por motivos de edad.